# Rakuten Girls
Rakuten Girls為台灣中華職棒樂天桃猿的專屬啦啦隊，負責球賽時跳舞應援，也與關係友好的KBO聯盟韓國職棒進行交流。並協助球團進行新商品（如擔任新款服飾模特兒）、新服務行銷、季中外配合贊助廠商活動亦為其工作重點。，2018、2019年由球團主導發行音樂作品Love Me More、Dancing Holiday。

## 簡史

### La new Girls、Lamigo Girls、LamiGirls（2005年－2019年）

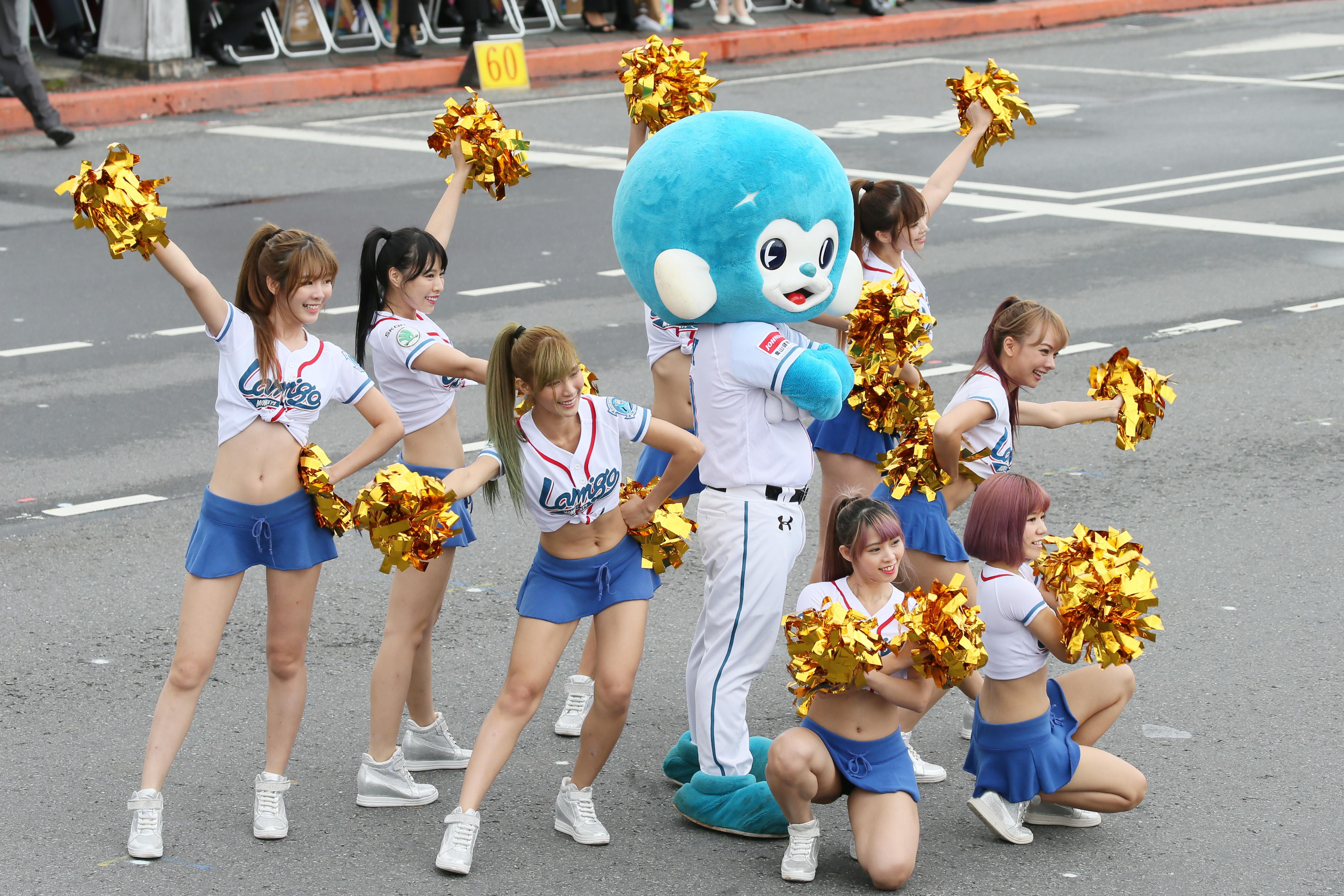
2016年10月10日國慶日表演

受到2004年KBO聯盟韓國職棒三星獅來台與兄弟象友好交流的友誼賽所帶來的啦啦隊啟發，隔年球團成立第一代La new Girls，2011年因球團北遷桃園，改名為Lamigo Girls。
2012年球隊前往韓國打亞洲職棒大賽，藉此考察當地應援氣氛後，隔年配合電子音樂形式的「猿風加油」改組擴編為LamiGirls，並曾模仿球隊引進一、二軍制度。搭上職棒回春熱潮，透過傳媒放送及球迷推薦，部分成員知名度大開，成為球隊行銷重要利器，球團趁此推出以啦啦隊為主的相關商品（抱枕），且當年即開始有媒體分析其現象。2014年配合「全猿主場」實施舉辦公開徵選，加上回鍋，再度擴編至23人，之後儘管成員更替，但透過每年甄選，大致上維持相同規模直到2016年結束。
2015年5月9-10日「La new趴」中，部分昔日La new Girls成員首次回娘家與LamiGirls相見歡。
2016年4月16日，經常擔任Lamigo TV來賓，也是2016年LamiGirls「女孩大勝」徵選會導師之一的前5566團長孫協志宣布操盤LamiGirls進軍演藝圈，寫真單曲《獨一無二的閃爍》已於7月22日對外發行，並於10月8日登上第51屆金鐘獎頒獎典禮表演舞台進行演出（僅網路播出），隔日則舉辦慶功簽唱會。國慶日當天，與中華職棒其他三隊啦啦隊成員一起參與中華民國105年國慶表演活動。
2017年球季除正式與台灣雪豹科技代理之直播社交平台Live.me合作外（2019年起轉與浪Live合作），且推出第二張作品《勇氣的每一秒》迷你專輯；然在下半年爆出拖欠酬勞風波，球團與孫協志所屬不動心娛樂經紀公司於年底已結束關係，由球團收回自己經營。

#### 女孩的主題日

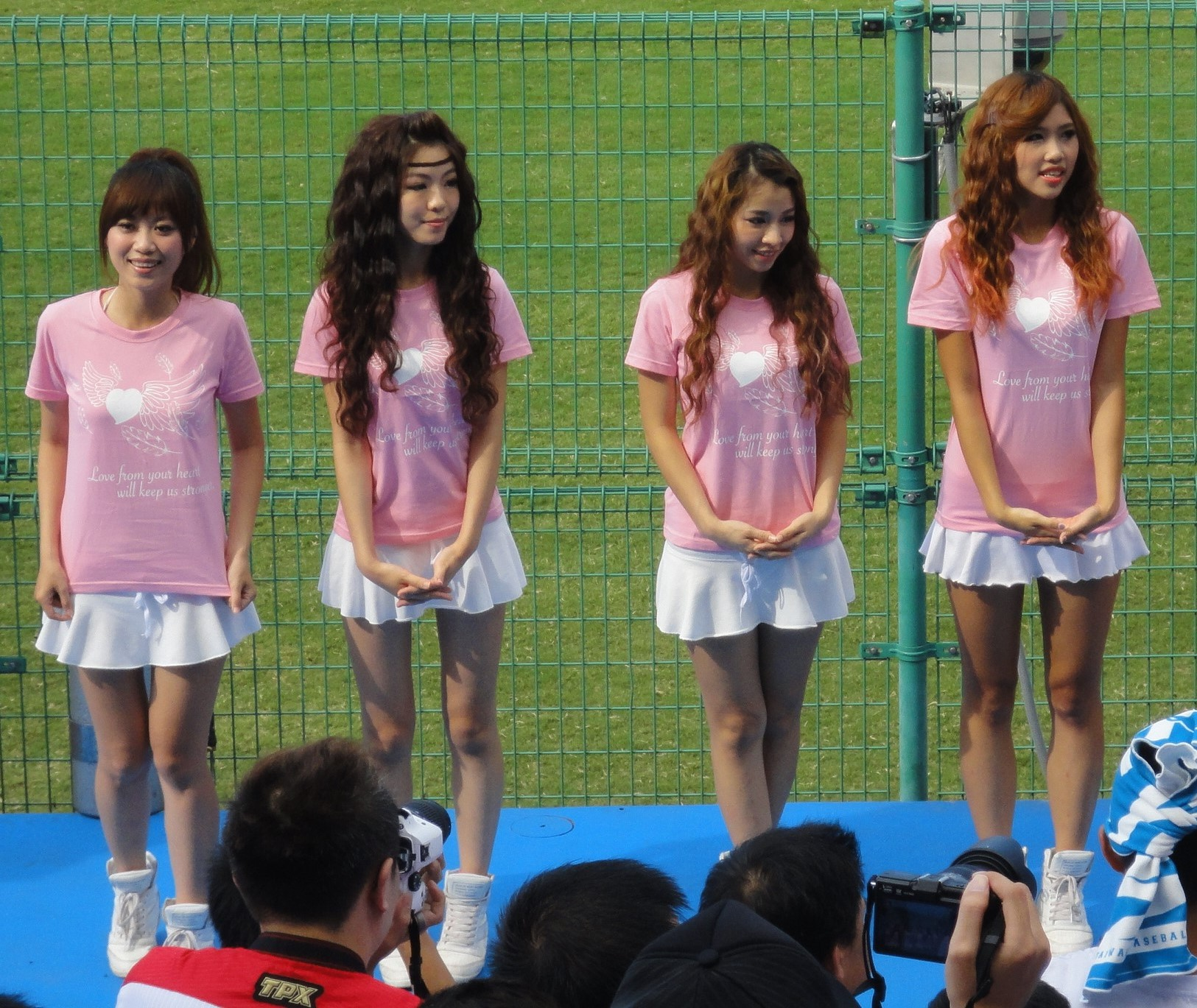
LamiGirls參與2013年辣蜜趴為罕見疾病病患募款

自2013年起，每年皆有以LamiGirls為主題的「趴」。2013-2014、2016-2019年為「辣蜜趴」，2015年則是「烏克麗麗」趴，主要目的皆在答謝球迷對LamiGirls的支持。
- 2013年為異染性腦白質退化症(MLD)病患義賣身上所穿T恤，募得超過13萬善款[16]。
- 2014年設定為當年度最後假日主場的「感謝祭」，提供以LamiGirls為主題之遊戲讓球迷體驗[17]。
- 2015年為LamiGirls於中場以烏克麗麗彈奏多首應援曲，以答謝球迷支持[18]。
- 2016年首度結合二次元元素，推出《LamiGirls Dream Live》，創造虛擬偶像，準備於未來出版相關作品[19]。
- 2017年與奇幻動畫作品《彩虹小馬》展開史上首度聯名計畫，發行「友情是魔法」聯名徽章[20]。
- 2018年推出各項女孩週邊商品，如女孩卡、聯名酒、辣蜜刮、球衣鑰匙圈扭蛋、香氛扭蛋等[21]。
- 2019年與集換式卡片遊戲爐石戰記合作，共同為球迷和玩家帶來具獨特風格的主題日活動及觀賽體驗[22]。另外也邀請曾待過團體的大米、小咪、采依及曾因爭議事件而季中離隊的伊梓帆成員小帆回娘家[23]。

#### 徵選

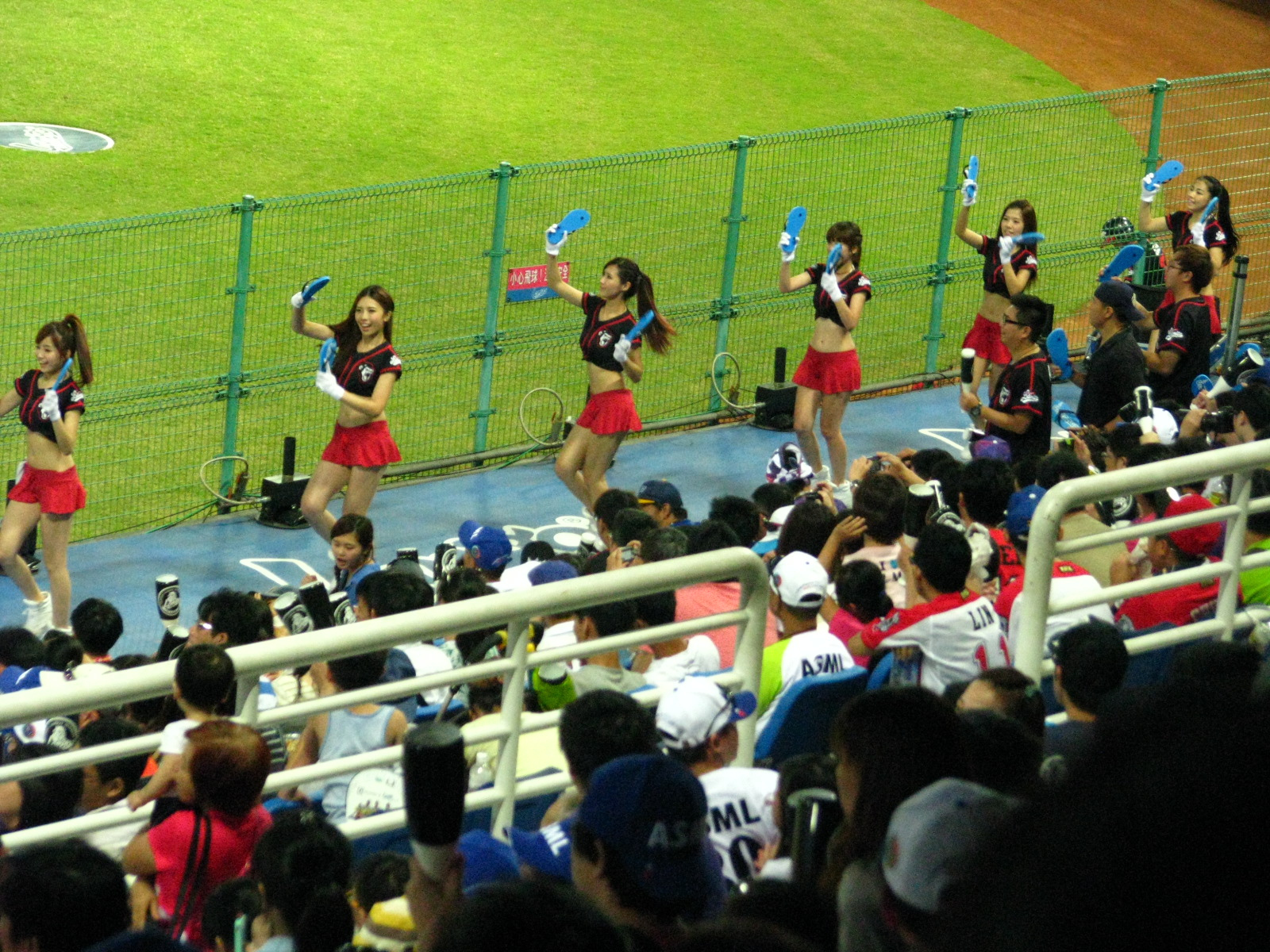
LamiGirls於2014年嬉力趴場邊應援

自2013年球隊搭上職棒回春熱潮，啦啦隊成為賣點後，2014-2017年每年徵選皆成為球季前的「嬌」點：
- 2014年因「全猿主場」實行，舉辦「新戰力徵選會」大舉增加成員，最後選出10位新成員。
- 2015年主題「萬中選一」，原宣稱只選一位成員，最後因競爭太激烈選進五名[24]。（後有一名孟潔因時間無法配合不加入，至2018年由球團邀請成為一員[25]。）
- 2016年主題「女孩大勝」，為首次對外全程直播之選秀會，並引進坊間選秀節目之「導師制度」，分為兩階段於1月17日及2月20日進行公開徵選，最後錄取六位新秀。
- 2017年主題「星計畫」：前一年10月31日，球團釋出將可能以「遇缺不補」下修LamiGirls人數的訊息[26]，兩個月後確認有七人離隊，接著宣布於2017年2月5日及25日舉辦初選及決選，最後選進四名成員[27]。

### Rakuten Girls（2020年－）

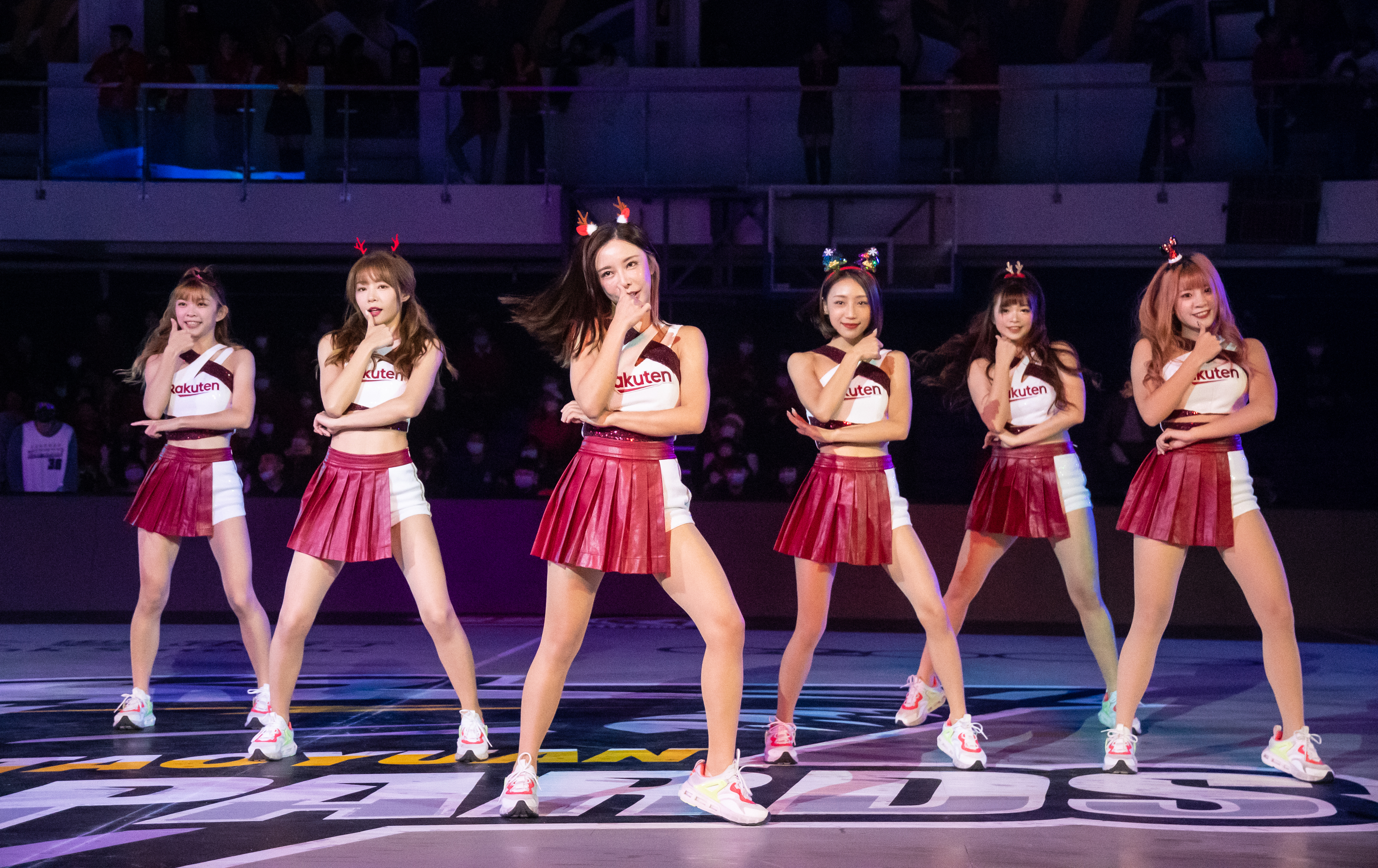
2021年12月25日，樂天女孩應援桃園雲豹主場開幕戰

2020球季開始，引進啦啦隊員專屬背號，為中華職棒各球團專屬啦啦隊首支擁有跟球員一樣的背號系統。每周三的晚上8:00，會在官方YouTube更新節目。
2022年7月，創中華職棒先例，推出啦啦隊員專屬官方個人徽標Logo。

#### 人事異動
2019年12月17日，時任領隊劉玠廷表示，原LamiGirls除1、2名因生涯規劃而離隊外，其餘成員將全數留用。隔年1月22日，樂天女孩於官方Facebook上公開表示巧柔、牙璽喬兩位成員因生涯規劃而離隊。
2020年開季前公布五位新成員，其中包括前一年擔任LamiGirls練習生的陳甯亞、曾有中信兄弟Passion Sisters、統一7-ELEVEn獅Uni-girls資歷的宣琳（後改名為纁曖、羚安）、前天氣女孩成員，並短暫加入過味全龍專屬啦啦隊Dragon Beauties的筠熹（原：嗨獎）、LamiGirls時期的期間限定成員今井彩香，以及原韓國職棒韓華鷹隊啦啦隊成員李河潤等。然陳甯亞在四月底即因爭議事件被球團除名，今井彩香及李河潤則因嚴重特殊傳染性肺炎疫情的入境限制無法來台，今井彩香直到2023年7月22日才正式回歸，李河潤甚至還沒等到入境限制解除，就已經引退，並沒有上場紀錄。
2021年起增設舞蹈總監及副總監職務，總監由原編舞老師暨樂天女孩成員陸筱晴轉任，副總監由前LamiGirls成員小帆擔任。另於2020年底宣布以「猿來是妳」為主題，舉辦睽違逾三年的海選活動。經過三階段徵選，於隔年2月20日選出包含林襄、熊霓、陳伊等七名成員。
2022年起增設練習生制度，由300多人報名名單中選出芷霖、雅涵、伊婷、宋宋、嘎琳、十元6人擔任練習生，球團於3月29日宣布由雅涵、宋宋、十元3人入選正式成員，其餘3人則等待下半季的考核之入選機會。6月10日球團公布第二波女孩正選名單，嘎琳入選正式女孩名單。
2023年1月，球團宣布倪暄因「合約到期」離隊。同年2月18日，由300多人報名名單中選出儷軒、欣妤（現：心韻）、芯芯（現：李昀）、禹菡、芷軒、凱伊、溫妮共7人擔任練習生，為歷屆甄選中最多，球團於3月20日宣布7位練習生全員轉正，成員數來到32人。同年3月17日，宣布韓籍成員李多慧加盟樂天女孩，成為隊史第三位「洋將」啦啦隊成員。3月28日宣布練習生伊婷（今:Kira）轉正，加上先前徵選，總成員數來到34人，為隊史最多。
2024年2月，球團宣布林襄、張語芯因「生涯規劃」離隊，並與同日宣布梔梔、Mika、Dora、丘薆等四位新成員加入。並於同年3月宣布李多慧因「生涯規劃」離隊。
2025年1月，球團宣布凱莉絲、十元、Yuri、慧慧、雅涵、心韻、阿布舞、菲菲因「合約到期」離隊，並與同日宣布彭彭、笑笑等兩位新成員加入。
2025年2月，球團宣布韓籍成員廉世彬加盟樂天女孩，成為隊史第五位「洋將」啦啦隊成員，同年3月1日，宣布韓籍成員禹洙漢加盟樂天女孩，成為隊史第六位「洋將」啦啦隊成員。同年3月3日，宣布韓籍成員河智媛加盟樂天女孩，成為隊史第七位「洋將」啦啦隊成員。

#### 國內其他賽場上的應援
2020年P. LEAGUE+賽季，每場桃園領航猿主場賽事，會有六位樂天女孩應援，直到2021年桃園領航猿球團成立專屬啦啦隊Pilots Crew後，樂天女孩才結束籃球場的常態應援工作。
2024年9月，Rakuten Girls成員若潼正式加入P. LEAGUE+的桃園領航猿專屬啦啦隊Pilots Crew，成為同時在中華職棒和P. LEAGUE+兩大聯賽中擔任啦啦隊成員的藝人。

#### 參訪國外
2022年8月13日，籃籃、岱縈、倪暄、琳妲受韓國BRG卡片鑑定公司邀請參加韓國職棒樂天巨人於26日的活動在主場擔任開球嘉賓和表演嘉賓，成為繼TWICE台灣籍成員周子瑜後到韓國職棒擔任開球嘉賓的台灣人。
2023年5月7日，樂天女孩受邀為晉峰在對香港U23的港超聯煞科戰中表演。同年七月再度參訪香港，為全國男子籃球聯賽（NBL）香港金牛隊應援。
2023年8月27日，樂天女孩受邀參與美國職業棒球大聯盟舉辦的第18屆大都會台灣日（Mets Taiwan Day），由隊長籃籃帶領Yuri、林襄、孟潔、苡萱及雅涵，於美國紐約市皇后區花旗球場以球會友，成為首支前往美國職業棒球大聯盟的台灣職棒啦啦隊。

#### 演藝界的榮譽
2022年9月，籃籃以綜藝大集合主持群身分入圍第57屆金鐘獎，為隊史（含La NewGirls及LamiGirls時期）及中華職棒史上第一位入圍金鐘獎的現役啦啦隊員。

#### 私接商演被告
2024年1月30日，前領隊浦韋青傳出於任職領隊期間，未經公司同意，私下安排女孩以「樂天女孩」名義私接商演，遭球團報案一事曝光，桃園地檢署指揮廉政署偵辦，通知浦韋青、經紀人史丹利（本名：陳元凱）、孟潔、陳伊、李恩菲、林穎樂四位啦啦隊成員及三位廠商，一共等九人到案說明。經漏夜偵訊後，四位團員於隔日一早請回，浦、陳兩人再經桃檢複訊後，桃檢依背信、違反稅捐稽徵法諭令浦以50萬元交保候傳，陳則被法院聲請羈押禁見。。

## 成員

### 管理團隊
| 職稱       | 藝名本名英文       | 出生年月日 | 身高 | 背號及備註             | 來源   |
| 舞蹈總監   | 陸筱晴邱琬淇Sunnie | 1990/01/11 | 153  | 10                     | [ 39 ] |
| 舞蹈副總監 | 小帆楊曉帆Fan      | 1990/11/21 | 161  | 10                     | [ 40 ] |
| 應猿團長   | Ri娜謝艾娜Rina     | 1991/11/28 | 169  | 10                     | [ 41 ] |
| 應猿團長   | 壯壯沈立心Ula      | 1991/08/12 | 165  | 10                     | [ 42 ] |
| 司儀MC     | 艾融林佩珊Irene    | 1990/04/13 | 155  | 10                     |        |
| 司儀MC     | 巫苡萱巫雅慧Ava    | 1986/07/26 | 156  | 1                      |        |
| 推進隊長   | 籃籃籃靖玟Lanlan   | 1996/07/16 | 162  | 51                     |        |
| 隊長       | 曲曲凃曲羿Chuyi    | 1989/07/25 | 165  | 2025年起擔任隊長       |        |
| 特級副隊長 | 筠熹鄭筠熹Yuhi     | 1988/09/27 | 158  | 2025年起擔任特級副隊長 |        |

### 目前成員
| 入隊年 | 藝名本名英文       | 出生年月日 | 身高 | 專屬背號 | 背號意義                                                                                                  | 備註 | 來源   |
| 2013   | 曲曲凃曲羿Chuyi    | 1989/07/25 | 165  | 77       | 生日在7月，加上和自己綽號「曲曲」的諧音接近，所以選77為背號。                                             | 樂天女孩現任隊長。 | [ 43 ] |
| 2014   | 琳妲林羿禎Linda    | 1994/12/12 | 158  | 00       | 因為大家很常叫自己琳蛋，0的形狀跟蛋也十分相像，所以選了00號。                                             | 1.網路搞笑短片團體反骨男孩Wackyboys成員。2.有1/4阿美族血統。 | [ 44 ] |
| 2014   | 岱縈林岱縈Daiying  | 1987/12/29 | 160  | 66       | 「鹿」字的諧音，加上希望球團、球迷都能六六大順，所以選了66號。                                            | 1.人稱[0死角女神]。原藝名羚小鹿。2.2021-2022年擔任副隊長。3.2026年世界棒球經典賽資格賽啦啦隊CT AMAZE成員。 | [ 45 ] |
| 2015   | 卉妮Whitney        | 1995/10/10 | 160  | 10       | 生日10月10日，加上自己是10號隊友，所以選10為背號。                                                        | 1.2017-2018年短暫離隊。2019年回歸。2.2010年世界體操錦標賽國手，該屆成績第六名。 | [ 46 ] |
| 2018   | 孟潔林孟潔Mengjie  | 1991/02/15 | 158  | 15       | 2月15號出生，所以選15為背號，                                                                             | 1.2015年徵選會入選，當時因工作時間無法配合加入，於2018年正式回歸。2.三立／台視電視節目全明星運動會1～3藍隊經理。3.2023世界棒球經典賽經典女孩之一。4.現同步為P. LEAGUE+桃園璞園領航猿專屬啦啦隊Pilots Crew成員。5.2026年世界棒球經典賽資格賽啦啦隊CT AMAZE成員。 | [ 47 ] |
| 2019   | 若潼李若潼Tanya    | 1998/09/27 | 161  | 27       | 生日在27號，所以選27為背號。                                                                              | 1.2017年開始接受韓國經紀團隊的專業培訓。2.擅長唱歌，曾經在綜藝節目上唱出滿分的成績。3.2023年亞洲職棒冠軍爭霸賽應援啦啦隊成員。4.現同步擔任桃園璞園領航猿的MC。                                                                                                  | [ 48 ] |
| 2020   | 筠熹鄭筠熹Yuhi     | 1988/09/27 | 158  | 7        | 希望自己發揮「Lucky Seven」的力量，帶給大家幸運，所以選7為背號。                                          | 1.曾為女子偶像團體天氣女孩(已解散)成員。後為味全龍啦啦隊Dragon Beauties成員，2020年春訓前離隊，轉隊加入Rakuten Girls。2.2021-2022年擔任副隊長。 | [ 49 ] |
| 2021   | 陳伊陳奕如EE       | 1993/10/05 | 165  | 11       | 因為希望「陳11」可以更努力，因此選11為背號，也很感謝陸筱晴把11號送給自己。                                | 1.2013年加入，2015年因與小帆、梓梓捲入政治風波而退出，2021年重新加入2.退出後三人組成女團「伊梓帆」團體出道3.網路節目女孩花啾玩主持人4.三立／台視電視節目全明星運動會4紅隊成員。                                                                                 | [ 50 ] |
| 2021   | 小紫邱紫庭Chloe    | 1993/03/20 | 157  | 3        | 因為自己個性隨和凡事都OK，而且OK手勢很像比3，所以選3為背號。                                              | 1.前鳳凰藝能經紀公司旗下藝人。2.曾出演過民視電視劇《幸福來了》(飾演小紫)、《實習醫師鬥格》(飾演珍妮佛)，以及《多情城市》(飾演小真) 等多部作品。 | [ 51 ] |
| 2021   | 熊霓Michelle       | 2003/02/14 | 160  | 18       | 因為因為在18歲這個年紀，轉換了一個新的里程碑，因此選18背號。                                              | 1.專長跳國標舞，並且多次在國際賽得名。2.2021年於「猿來是妳」徵選中以第一名入選。3.現同步為P. LEAGUE+新竹攻城獅專屬啦啦隊慕獅女孩成員。 | [ 52 ] |
| 2021   | 林穎樂林俞廷Nina   | 1996/12/31 | 161  | 12       | 因為自己的生日在12月，因此選12為背號。                                                                    | 1.專長是游泳、田徑。2.三立／台視電視節目全明星運動會3藍隊成員。 | [ 53 ] |
| 2022   | 宋宋宋婉卉Song     | 1997/01/10 | 168  | 6        | 因為自己喜歡6號，所以選6為背號。                                                                          | 1.[RKG的新垣結衣]。2.有1/2阿美族血統。3參加過沈玉琳主持網路節目《校花點點名》。3.目前為女團選秀節目炸裂吧！女孩紅隊(Reddiebae)成員。 | [ 54 ] |
| 2022   | 嘎琳胡佳琳Galin    | 1996/10/02 | 167  | 2        | 因為自己的生日是10月2日，並在多項比賽獲得第2名，因此選2為背號。                                           | 1.2020年亞洲小姐亞軍，2019世界皇后最上鏡獎，2018世界華裔小姐亞軍暨最受媒體歡迎獎。2.曾參與網路劇《記得你曾說過我愛你The Secret in frozen》演出。3.2024年8月同步加入PSG Talon啦啦隊塔龍女孩成員。4.2026年世界棒球經典賽資格賽啦啦隊CT AMAZE成員。                | [ 55 ] |
| 2023   | 貝佳頤林儷軒Blair  | 2004/05/19 | 164  | 8        | 因為覺得8就是發，希望自己可以發，所以選擇8為背號。                                                        | 參加過選秀節目菱格世代DD52及未來少女MV及原子少年出道團體VERA歌曲（playboyz）MV的錄影 | [ 56 ] |
| 2023   | 李昀李昀芯Nikki    | 2000/04/26 | 158  | 33       | 因為33是家人為她求的幸運號碼，所以選擇33為背號。                                                          | 專長是街舞 | [ 57 ] |
| 2023   | 禹菡黃詩涵Yuhan    | 1995/07/07 | 155  | 36       | 因為自己心愛的貓就叫「36」，所以選擇36為背號。                                                            | 1.「當我們同在一起」青少年組歌唱比賽冠軍。2.2023年徵選「猿來是妳」總決賽第一名。 | [ 58 ] |
| 2023   | 芷軒陳芷軒ZX       | 2003/08/03 | 157  | 83       | 因為生日是8月3日，所以選擇83為背號。                                                                      | 1.曾為FILA推廣大使及第十屆校園潛力之星。2.2021-2022年曾為慕獅女孩成員。3.2022-2023年曾為Shiny Girls成員。4.2023年亞洲職棒冠軍爭霸賽應援啦啦隊成員。 | [ 59 ] |
| 2023   | 凱伊沈珈妤Kaii     | 1999/04/21 | 160  | 88       | 因為五行缺金，而8代表金，兩個8就補很多金，所以選擇88為背號。                                              | 1.曾是韓國GKC公司練習生，前5TEAM(已解散)成員2.2020-2023曾為KIRABASE星辰偶像。同學來了節目固定班底。3.2024加入同步為P. LEAGUE+高雄鋼鐵人專屬啦啦隊鋼鐵女神雅典娜4.2024年8月同步加入PSG Talon啦啦隊塔龍女孩成員。                                                 | [ 60 ] |
| 2023   | 溫妮王名韻Weni     | 1997/11/07 | 166  | 97       | 因為是1997年出生，所以選擇97為背號。                                                                      | | [ 61 ] |
| 2023   | 詹上真Kira         | 1995/01/09 | 162  | 19       | 因為自己的生日是1月9日，所以選擇19為背號。                                                                | 曾經改過的舊名詹伊婷，詹云晴。2022加入當練習生1年，2023轉正。 | [ 62 ] |
| 2024   | 丘薆Hobby          | 2000/02/05 | 155  | 99       | 因為名字有薆，希望「愛你99」，所以選99為背號。                                                            | |        |
| 2024   | 蜜卡登徐青媞Mika   | 1991/08/21 | 156  | 20       | 因20諧音像愛我，所以選20為背號。                                                                          | 1.曾為競技啦啦隊選手。2.2022-2023Pilots Crew成員。3.目前同步為臺北台新戰神專屬啦啦隊Taishin Wonders成員。 | [ 65 ] |
| 2024   | 崔荷潾張梔呈Cherry | 1992/06/07 | 160  | 67       | 因為自己的生日是6月7日，所以選擇67為背號。                                                                | 1.原藝名梔梔。2.2019-2021Dragon Beauties成員。3.2020年同步為卡丁車啦啦隊「浩星女孩」成員。4.2021-2022 Wings Girls成員。5.2022-2023擔任T1聯盟、麥卡貝網路節目主持人。                                                                                            |        |
| 2024   | 小葳葳洪葳Dora     | 1997/07/23 | 158  | 98       | 因98涵意跟我一起「走吧」！，所以選擇98號為背號。                                                          | 1.2023年曾為Uni Girls成員。2.目前同步為P. LEAGUE+高雄鋼鐵人專屬啦啦隊鋼鐵女神雅典娜隊長3.目前為女團選秀節目炸裂吧！女孩 紫隊(Purpiebomb)隊長。4.2024年10月同步加入PSG Talon啦啦隊塔龍女孩成員。                                                                 |        |
| 2024   | 佳帆高橋佳帆Kaho   | 1998/11/30 | 160  | 9        | 在日本讀大學時，當啦啦隊的背號就是9號，所以來台灣加入樂天也選9號。                                        | 1.法政大學畢業。2.前日本職棒東北樂天金鷲啦啦隊成員。 |        |
| 2025   | 笑笑劉姿妤Haha     | 1997/11/17 | 158  | 17       | 生日在17號，所以選17為背號。                                                                              | 1.曾參與《綜藝大集合》演出，並曾擔任《台灣那麼旺》節目舞者。同時亦為「潘若迪工作室」旗下老師。2.目前同步為桃園台啤永豐雲豹專屬啦啦隊電豹女成員。 |        |
| 2025   | 彭彭彭柔旂Jouchi   | 1997/01/08 | 156  | 87       | 覺得87號很可愛，所以選87為背號。                                                                          | 目前同步為臺北台新戰神專屬啦啦隊Taishin Wonders成員。 |        |
| 2025   | 廉世彬염세빈SeBeen | 2002/04/23 | 163  | 24       | 12是她的幸運數字，決定抱持著如果要來就是加倍努力的心態來到樂天，所以選擇24號                              | 1.2023－2024年曾為起亞虎啦啦隊成員。2.目前同步為NC恐龍啦啦隊成員。 |        |
| 2025   | 禹洙漢우수한SuHan  | 2001/11/09 | 166  | 25       | 因為是2025年加入樂天女孩，所以選擇25為背號。                                                              | 1.2021年曾為LG雙子啦啦隊成員。2.目前同步為韓華鷹啦啦隊成員。3.2023年曾來參加樂天桃猿主題日「辣年糕趴」活動。 |        |
| 2025   | 河智媛하지원JiWon  | 2002/02/22 | 167  | 22       | 生日是22日的她當初選用22作為背號，從韓職棒LG雙子時期就一直沿用到韓華鷹，現在也將以22背號加入Rakuten Girls | 1.2018-2021年曾為LG雙子啦啦隊成員。2.目前同步為韓華鷹啦啦隊成員。 |        |

### 離隊成員
- 應援團女團長

| 年分 | 藝名   | 出生年月日 | 專屬背號 | 備註                             |
| 2021 | 宋城希 | 1992/10/06 | 10       | 2021年擔任樂天桃猿應援團女團長。 |

- 司儀MC

| 年分      | 藝名 | 出生年月日 | 專屬背號 | 備註                       |
| 2022-2024 | 沐妍 | 1982/04/09 | 96       | 2022年擔任樂天桃猿司儀MC。 |

- 樂天女孩

| 年分               | 藝名             | 出生年月日 | 專屬背號 | 備註 | 來源                        |
| 2010-20122014-2016 | Lily             | 1988/09/17 | 不適用   | 2015、2016年動紫趴、阿迷趴演唱會女主唱。 於2017年動紫趴、阿迷趴回歸演唱。 已於2017年以盧栗莉名義發行《燒吧》迷你專輯。 |                             |
| 2012-2020          | 慕霏 （原:小茶） | 1991/02/21 | 21       | 本名蔡婉蓁，義守大學應用日語系畢，2018年7月啟用新藝名。專屬背號為21號。 現為P. LEAGUE+高雄鋼鐵人專屬啦啦隊鋼鐵女神雅典娜成員。 |                             |
| 2012-2022          | 倪暄             | 1991/05/28 | 28       | 本名林倪亘，淡江大學日文系畢業，名字發音為「A哩」，2017年啟用新藝名「倪暄」。2015年起擔任副隊長，2018年擔任隊長。專屬背號為28號。網路節目懿想天開主持人，網路節目懿想天開－美味關係主持人。 網路節目《跟著睿哥Chill買房》助理主持。 | [ 67 ]                      |
| 2013               | 派派 （樂芙）    | 1988/06/21 | 不適用   | 欣賞的球員為陳金鋒，曾於2015年受邀回Lamigo TV擔任樂猿大來賓。 |                             |
| 2013               | 愛珍 （艾蓁）    | 12/20      | 不適用   | 欣賞的球員為王豐鑫。 |                             |
| 2013               | Sherry           | 未知       | 不適用   | 曾短暫代班LMG。 |                             |
| 2013               | Kitty （珍琳）   | 1987/05/22 | 不適用   | 台南舞魅孃成員，2022年擔任小姐不熙娣節目中"不吸地團"，配偶是演員陳慕 |                             |
| 2013-2015          | 小萍             | 07/21      | 不適用   | 因個性低調，球迷暱稱為神隱少女，欣賞的球員為神盾(Chris Seddon)。 |                             |
| 2013-2015          | 梓梓             | 1991/06/25 | 不適用   | 本名董梓甯，與陳伊、小帆一同組成三人女團「伊梓帆」團體出道並擔任隊長。 現為P. LEAGUE+福爾摩沙台新夢想家專屬啦啦隊Formosa Sexy隊長。 |                             |
| 2013-2016          | 妍言             | 10/04      | 不適用   | 輔仁大學畢業，在校為國標社社長，欣賞的球員為詹智堯。 曾是兒童節目巧虎快樂版的「叮噹姐姐」。 現為活動主持人、電玩遊戲實況主，2017年加入Lamigo TV，擔任樂猿播報固定球評班底。 |                             |
| 2013-2016          | Amis             | 1990/08/06 | 不適用   | 本名李芝宇，離隊後曾擔任富邦悍將與富邦勇士籃球隊專屬啦啦隊Fubon Angels。 現為味全龍專屬啦啦隊Dragon Beauties舞蹈總監。 |                             |
| 2014               | Sophia           | 08/18      | 不適用   | 本名邱靖蕙，現為空服員。 |                             |
| 2014               | 小艾 （鋼鐵艾）  | 10/13      | 不適用   | 本名周艾倫，離隊後曾擔任SBL台灣啤酒籃球隊的啦啦隊。 |                             |
| 2014               | 大米             | 10/23      | 不適用   | 本名魏子容，現為空服員。 |                             |
| 2014               | 小茜             | 07/26      | 不適用   | 本名張茜婷，現為舞蹈老師。 |                             |
| 2014-2015          | Angel            | 06/27      | 不適用   | 本名蔡婷雯，現為舞蹈老師。 |                             |
| 2014-2015          | 泱泱             | 1991/02/19 | 不適用   | 本名吳泱潾，現為木曜4超玩主持群之一，也常參與綜藝節目及網路節目錄影。 2017年加入Lamigo TV，擔任觀眾席特派猿。 |                             |
| 2014-2018          | 班班             | 06/09      | 不適用   | 本名鄒佳文，經常被誤寫為「斑斑」，故常於自我介紹時特別註明「班長的班」。 |                             |
| 2014-2018          | 布孟璇（小布）   | 1988/10/24 | 不適用   | 本名布孟璇，世新大學畢業，曾於偶像劇《K歌·情人·夢》飾演魏真一角。 現為有氧健身教練，曾參與2016年Lamigo桃猿隊春訓擔任指導教練，鍾承祐粉絲，後與桃猿(現台鋼雄鷹)球員王躍霖結婚。 |                             |
| 2015-2016          | 妃比 （YJ）      | 10/06      | 不適用   | 本名蘇郁喬，駐唱歌手街頭表演工作。 |                             |
| 2016               | Coya             | 1995/08/15 | 不適用   | 泰雅族，本名陳璿伃，琳妲莊敬高職同學。 |                             |
| 2016               | 采依             | 1987/03/02 | 不適用   | 本名李弈逸，美術老師，曾參與2015年世界棒球12強賽場邊應援工作。 2019-2023為味全龍專屬啦啦隊小龍女成員。 |                             |
| 2016-2018          | 詩妮（Nini）     | 02/13      | 不適用   | 本名王詩妮，就讀國立台灣戲曲學院民俗技藝系。王柏融粉絲。2023在瘋狂維納斯舞團。 |                             |
| 2016-2019          | 巧柔             | 02/15      | 不適用   | 本名江巧柔，就讀亞東技術學院材料與纖維系3年級生，2016年海選加入LamiGirls，2017年正式在舞台上表演，除了熱情的舞蹈肢體語言吸引球迷目光外，巧柔對於美甲也有高度的興趣與深入的研究，漸漸從事美甲工作 |                             |
| 2017-2018          | 紅豆 (林可)      | 1995/04/12 | 不適用   | 本名陳玟伶，東吳大學中文系畢。現轉為Twitch實況主。 2020年同步加入Lcg Entertainment旗下女子團體「L.C.G.勵齊女孩」(已退出)。現為中信兄弟專屬啦啦隊Passion Sisters成員。 |                             |
| 2017-2019          | 牙牙             | 10/03      | 不適用   | 本名牙璽喬，國立清華大學動力機械工程碩士畢業後成為客戶支援工程師 (Service Engineer)，負責維護公司所售出的機台。 但由於喜愛跳舞且啦啦隊是自己自身的興趣，加上可以拓展自身視野的領域，所以加入LamiGirls。 |                             |
| 2017-2021          | 艾璐             | 1991/03/07 | 32       | 本名李亞璇，日本職棒千葉羅德海洋隊野手李杜軒胞妹，前中華職棒三商虎隊投手現青棒教練李杜宏之女，離隊之後與統一7-ELEVEn獅投手胡智爲結婚。專屬背號為32號，2022年1月正式退役。2022年加入統一7-ELEVEn獅專屬啦啦隊Uni Girls。 |                             |
| 2020               | 甯亞             | 1993/11/01 | 99       | 本名陳甯亞，原為幕後造型師及化妝師，因照片被公布在網路平台上，引起網友瘋狂轉載後陸續收到各大節目邀請，因而由幕後轉幕前，近期開始接演網路戲劇。曾擔任中職官方啦啦隊Baseball Girls成員，2019年以LamiGirls練習生身分參與訓練後，於同年10月補賽週首次上場。2020正式加入Rakuten Girls行列                                                                   | [ 69 ] [ 70 ]               |
| 2020               | 李河潤           | 1998/07/09 | 92       | 加入啦啦隊之前，本身就是韓國職棒韓華鷹隊的熱衷球迷，高中時期在球場觀眾席應援的場面也曾出現在轉播畫面上。2017年加入韓華鷹啦啦隊；2020年正式加入Rakuten Girls行列，將同時進行韓華鷹和Rakuten Girls兩邊的啦啦隊活動，是首位由韓國到海外發展的啦啦隊成員。專屬背號為92號。因為該年受到COVID-19疫情的影響無法來台。2021年初宣布引退，因此沒有實際登場記錄。 | [ 71 ] [ 72 ] [ 73 ] [ 74 ] |
| 2020-2021          | 纁曖 (宣琳)      | 1986/05/09 | 59       | 本名曹纁曖，現藝名改為羚安。2013年曾為Uni Girls成員，2015、2018年曾為Passion Sisters成員，後為Twitch實況主。2020年加入Rakuten Girls，2021年8月退役，專屬背號為59號。現為T1 LEAGUE台灣啤酒英熊專屬啦啦隊小調啤隊長。 | [ 75 ]                      |
| 2021               | 呂巧函           | 2000/11/05 | 68       | 曾任Sony、Asus等知名品牌model。2021年8月退役，專屬背號為68號。 |                             |
| 2021-2022          | 李芳             | 1993/01/01 | 57       | 本名李芳，阿美族。實踐大學餐飲管理學系畢業，曾擔任台灣啤酒啦啦隊員。2022年6月退役，專屬背號為57號。離隊之後與樂天桃猿外野手邱丹結婚。 |                             |
| 2015-2023          | 張語芯           | 1989/11/07 | 9        | 國立台灣戲曲學院京劇學系畢業，國劇戲曲專長。2024年2月正式退役，專屬背號為9號。 |                             |
| 2021-2023          | 林襄             | 1997/09/05 | 95       | 2021年加入Rakuten Girls，並於合約到期後，2024年加入Dragon Beauties小龍女，專屬背號為95號。目前為女團選秀節目炸裂吧！女孩藍隊(PEEKaBloo)成員。 |                             |
| 2023               | 李多慧           | 1999/08/04 | 82       | 韓文名이다혜，2019-2022為起亞虎啦啦隊成員。2023年加入Rakuten Girls行列，是疫情過後首位由韓國到海外發展的啦啦隊成員，專屬背號為82號，呼應南韓的國際電話區號。2024年加入Dragon Beauties小龍女，並擔任隊長一職。 | [ 76 ]                      |
| 2011-2024          | 慧慧             | 1988/05/25 | 25       | 本名陳曉慧，因25諧音像愛我加上自己的生日是5月25日，所以選25為背號。2016-2017年擔任Lamigirls隊長。 | [ 77 ]                      |
| 2015-2024          | 阿布舞           | 1995/02/10 | 5        | 自己的原住民名字Abu'u發音像數字五，加上自己喜歡跳舞所以選5為背號，鄒族血統。 是藝人安歆澐之姪女，也是富邦悍將球員方克偉的表妹。 | [ 78 ]                      |
| 2018-2024          | 凱莉絲           | 1985/04/08 | 48       | 本名洪于晴，4月8號出生所以選48為背號。2006-2016年曾為統一獅啦啦隊Uni Girls一員。2017年短暫離開，2018年加入Lamigirls。 | [ 79 ]                      |
| 2019-2024          | Yuri             | 1995/06/29 | 16       | 本名陳洛心，因為16跟舊名:怡叡發音很接近，所以選16為背號。2017-2018季中曾為統一獅啦啦隊Uni Girls一員。2025年加入Dragon Beauties小龍女。 | [ 80 ]                      |
| 2019-2024          | 菲菲 (李恩菲)    | 1996/10/28 | 22       | 本名李庭瑀。自己在22歲加入Lamigirls所以選22為背號。2023年擔任Rakuten Girls副隊長。2024年擔任Rakuten Girls白隊(學妹隊)隊長。2025年加入Dragon Beauties小龍女。 | [ 81 ]                      |
| 2022-2024          | 禾羽             | 1996/05/31 | 24       | 舊名:張雅涵。曾出演戲說台灣在當中飾演「蘭花精」。2024年擔任Rakuten Girls紅隊(學姐隊)副隊長。2025年加入富邦啦啦隊Fubon Angels。 | [ 82 ]                      |
| 2022-2024          | 十元             | 1995/04/24 | 55       | 本名陳詩媛，因為兩個5元合起來就是一個「10元」剛好是自己的綽號因此選55為背號。 與Dragon Beauties的陳詩雅為雙胞胎姐妹。 | [ 83 ]                      |
| 2023-2024          | 心韻             | 2000/02/15 | 23       | 本名洪欣妤，因為自己在2022/10/23來樂天表演，而自己在2023年加入，自己當時也23歲是個紀念同時也非常有意義，所以選擇23為背號。 | [ 84 ]                      |
| 2020-2024          | 彩香             | 1989/12/13 | 38       | 本名今井彩香，日文的3除了san以外還可以念sa，8除了hachi以外也可以念ya。所以38可以念做saya，跟名字的發音很接近，所以選38為背號。前日本職棒千葉羅德海洋隊「乾杯女孩」隊長。2018－2019球季為LamiGirls(Rakuten Girls前身)的期間限定成員。球隊轉賣之際被樂天球團邀請並加盟正式成員，但因疫情影響，2020-2022年缺席。                                          | [ 85 ]                      |

### 歷任隊長與副隊長
| 年份 | 總隊長 | 隊長      | 副隊長    | 來源   |
| 2015 | 不適用 | 小帆      | 倪暄      |        |
| 2016 | 不適用 | 慧慧      | 倪暄      |        |
| 2017 | 不適用 | 慧慧      | 倪暄      |        |
| 2018 | 不適用 | 倪暄      | 巫苡萱    |        |
| 2019 | 不適用 | 巫苡萱    | 曲羿      |        |
| 2020 | 不適用 | 巫苡萱    | 曲羿      | [ 86 ] |
| 2021 | 不適用 | 籃籃      | 筠熹 岱縈 |        |
| 2022 | 不適用 | 籃籃      | 筠熹 岱縈 |        |
| 2023 | 不適用 | 籃籃      | 曲羿 菲菲 |        |
| 2024 | 籃籃   | 筠熹 菲菲 | 雅涵 若潼 |        |
| 2025 | 不適用 | 曲羿      | 筠熹      |        |

- 隊長/副隊長，於2015年才開始設立[87]

## 作品

### 寫真書與音樂作品
- 《Lamigo秘寫真記事：LamiGirls×桃猿男兒》寫真書，台灣角川，2014年4月
- 《獨一無二的閃爍》寫真單曲，AVEX，2016年7月22日
- 《勇氣的每一秒》寫真EP，AVEX，2017年8月4日
- 《溫室開不出的花》寫真EP，AVEX，2017年8月9日
- 《Love Me More》單曲，2018年9月10日
- 《Dancing Holiday》單曲，2019年8月6日
- 《Dancing Queen》單曲，2019年8月19日
- 《Rock You Every Day》單曲，2020年9月22日
- 《一起勇敢》單曲，2021年9月10日
- 《Rise Up》單曲，2022年10月7日
- 《Ready Go》單曲，2023年10月7日
- 《I'm The One》單曲(白隊)，2024年9月28日
- 《Big Dream》單曲(紅隊)，2024年9月29日

### 音樂錄影帶
- 楊程鈞《青春白日夢》，2014年

### 廣告代言
- 伊萊克斯－亮眼吸睛時尚趴篇網路版廣告，2014年
- 手機舞蹈遊戲《樂舞》（與徐展元共同代言），2016年
- 手機遊戲《龍之谷M》，2018年
- 光隆海洋深層水平面廣告，2018年
- 全家夯總15週年慶，2022年
- 一家人益生菌，2022年
- 紅布朗花園，2022年

### 合作單曲
| 年份 | 合作歌手   | 歌名            | 備註                                             | 來源   |
| 2020 | 小男孩樂團 | 《Rock You 10》 | 與Yuri、曲羿、菲菲、陳甯亞、卉妮、孟潔共同出演MV | [ 88 ] |

### 樂TV
| 集數 | 播出日期       | 標題 | 出演女孩                                                    | 備註                      |
| ---- | -------------- | --- | ----------------------------------------------------------- | ------------------------- |
| 1    | 2020年2月3日   | 我的天啊！！ 小錢竟然是籃籃的一日經紀人！！ 什麼原因讓小錢摔斷腿都要繼續爬下去？！                                                 | 籃籃                                                        |                           |
| 2    | 2020年2月10日  | 我的天啊！！阿竿曲羿的情人節甜蜜提案 撩妹神招大公開 這集看完培根都要流淚了                                                         | 曲羿                                                        |                           |
| 3    | 2020年3月2日   | 我的天啊！ 新進女孩淚灑練舞教室！！ 學姊毫不留情開砲了！！                                                                         | 不適用                                                      |                           |
| 4    | 2020年3月16日  | 我的天啊！ 菲菲甯亞挑戰8分鐘解決炸雞全餐？！                                                                                       | 菲菲、甯亞                                                  | ft.阿達                   |
| 5    | 2020年3月23日  | 我的天啊！ 倪暄呻吟大喊不行啦！！                                                                                                  | 倪暄                                                        |                           |
| 6    | 2020年4月21日  | 👦🏼賈童歷險記2與樂天女孩的初次邂逅 賈童竟然請女孩幫他... 賈童你想對女孩做什麼？！👦🏼                                                 | 菲菲、若潼、宣琳                                            |                           |
| 7    | 2020年5月11日  | 樂天女孩の時尚對決 我只是要喝水～誰要練九陽神功啦 籃籃暴怒竟然要拿球棒打學姐們？！ 攻頂用這種方式慶祝～一秒抓住全場目光            | 巫苡萱、籃籃、羚小鹿                                        |                           |
| 8    | 2020年5月18日  | 我的天啊！！ 幕後直擊搶先笑噴 孟潔要跟阿誠演床戲🈲️ MV尺度這麼大？！阿誠你有話好說～ 先不要脫衣服啊...                              | 不適用                                                      |                           |
| 9    | 2020年6月10日  | 真的假的？！20分鐘內吃光3公斤的這種食物...                                                                                         | 琳妲、沐妍                                                  |                           |
| 10   | 2020年6月24日  | ⚠️真的假的？！孟潔沐妍挑戰投出100km/h快速直球！！ 特訓關卡超崩潰😱女孩大喊不要不要啦                                               | 孟潔、沐妍                                                  |                           |
| 11   | 2020年7月8日   | 真的假的？！ 樂天女孩人緣大考驗 | 巫苡萱、凱莉絲、羚小鹿、曲羿                                | ft.張立東                 |
| 12   | 2020年7月22日  | 真的假的？！這麼貼身可以嗎？超貼身跟拍地表最正啦啦隊員YURI                                                                         | Yuri、琳妲                                                  | ft.焦凡凡                 |
| 13   | 2020年8月5日   | 真的假的？！搞怪甜心琳妲親手做蛋糕送給這個男人！！                                                                                 | 琳妲                                                        |                           |
| 14   | 2020年8月19日  | 真的假的？！不開冷氣也讓你冷到發寒 民俗月清涼特輯                                                                                  | 巫苡萱、羚小鹿、宣琳、沐妍                                  |                           |
| 15   | 2020年9月9日   | 樂天女孩の時尚對決2.0 誰在場上最吸睛 一秒Hold成為焦點                                                                              | 巫苡萱、籃籃、羚小鹿                                        | ft.玖壹壹                 |
| 16   | 2020年9月23日  | 樂天女孩新單曲 直擊錄音室 直擊女孩們的各種失控                                                                                     | 不適用                                                      |                           |
| 17   | 2020年10月7日  | 樂天女孩濕背秀-Local MV側拍 女團成員暗中較勁                                                                                       | 不適用                                                      | ft.玖壹壹                 |
| 18   | 2020年10月21日 | 真的假的？！YURI一日搬家打工仔 YURI捨命幫忙搬家搬到閃到腰？！到底多念舊？多年前的氣球若潼竟然還留著 YURI翻到什麼讓若潼超級緊張？！ | Yuri、若潼                                                  |                           |
| 19   | 2020年11月11日 | 真的假的？！樂天女孩K歌大賞！！這熟悉的旋律... 這似曾相識的歌詞... 到底是哪首歌啦～～～ 最後輸家懲罰竟爆出團內鬥爭？！             | 琳妲、巫苡萱、阿布舞、沐妍                                  |                           |
| 20   | 2020年11月25日 | 真的假的？！猿工旅遊帶你吃遍府城！！                                                                                               | 筠熹、羚小鹿                                                | ft.王溢正、藍寅倫、林柏佑 |
| 21   | 2020年12月9日  | 真的假的？！自己的手套自己做！！羚小鹿竟敢對藍寅倫嗆聲？！真男人藍仔超MAN回覆！誓言朝金手套獎努力邁進～                            | 羚小鹿                                                      | ft.藍寅倫                 |
| 22   | 2020年12月23日 | 真的假的？！聖誕大放送！！這種禮物真的是百年難得一見😳到底是不是真心想來交換禮物的啊                                               | 孟潔、菲菲、羚小鹿、曲羿                                    |                           |
| 23   | 2021年1月6日   | 真的假的？！倪暄筠熹上菜啦 到底是認真料理還是想來放火燒廚房😱                                                                      | 筠熹、倪暄                                                  |                           |
| 24   | 2021年1月20日  | 真的假的？！樂天女孩A罩盃？輸家沒收通告費？！                                                                                      | 筠熹、Yuri、羚小鹿                                          |                           |
| 25   | 2021年2月10日  | 史上最大團女孩抽禮物！萬元現金獎到底被誰抽走了？！                                                                                 | 不適用                                                      |                           |
| 26   | 2021年2月13日  | 驚爆！！喜結良緣？！ 這位女孩想要回娘家？難道筠熹和王牌經紀人史丹利喜結良緣了？！                                                  | 筠熹                                                        |                           |
| 27   | 2021年2月24日  | 新挑戰者菲菲來踢館 YURI小鹿如何拆招？？                                                                                            | Yuri、菲菲、羚小鹿                                          |                           |
| 28   | 2021年3月10日  | 籃籃隊長登基大典！！ 團員紛紛進貢獻禮啦～                                                                                          | 不適用                                                      |                           |
| 29   | 2021年3月24日  | 女孩周遊野獸國 挑戰你的孩子心🤩 | 林穎樂、若潼、羚小鹿                                        |                           |
| 30   | 2021年4月7日   | 女神事業心超強！腰開筋軟狂劈腿 | 羚小鹿、曲羿、林襄                                          |                           |
| 31   | 2021年4月21日  | 這關沒過還敢自稱仙女？ 超嚴苛考驗正式登場！                                                                                        | 羚小鹿、曲羿、林襄                                          |                           |
| 32   | 2021年4月28日  | 緊急企劃！！樂天女孩舞蹈總監生氣了「妳們全部留下來練習！！！」                                                                     | 不適用                                                      |                           |
| 33   | 2021年5月7日   | 樂天女孩緊急企劃EP.2 學妹的自白... 自責不已黯然落淚🥺                                                                              | 不適用                                                      |                           |
| 34   | 2021年5月15日  | 樂天女孩緊急企劃EP.3 勇敢克服挫折 樂天女孩一起更強！                                                                               | 不適用                                                      |                           |
| 35   | 2021年5月19日  | 樂天女孩緊急企劃EP.4 學妹最終審核 樂天女孩加油！                                                                                   | 不適用                                                      |                           |
| 36   | 2021年5月26日  | 宅一起好香：Yuri 閨房大公開 女神甘願當貓奴？！                                                                                     | Yuri                                                        |                           |
| 37   | 2021年6月2日   | 宅一起好香EP.2 筠熹的神秘房客是"他"？！                                                                                            | 筠熹                                                        |                           |
| 38   | 2021年6月9日   | 宅一起好香EP.3 苡萱陪你在家玩遊戲                                                                                                  | 巫苡萱                                                      |                           |
| 39   | 2021年6月16日  | 宅一起好香 籃籃在家靠毛孩解悶！ | 籃籃                                                        |                           |
| 40   | 2021年6月23日  | 宅一起好香EP.5 菲菲居家DIY？！ | 菲菲                                                        |                           |
| 41   | 2021年6月30日  | 樂天女孩宅一起好香 孟潔居家防疫快斷糧了啦 讓孟潔在家也能體驗爬山的秘密竟然是...                                                    | 孟潔                                                        |                           |
| 42   | 2021年7月7日   | 宅一起好香 鹿王後宮竟藏著他？！ 鹿王在家上演濕身秀！                                                                               | 羚小鹿                                                      |                           |
| 43   | 2021年7月14日  | 宅一起好香 伊伊陪你伊起居家運動 虎牙甜心濕身出浴啦                                                                                 | 陳伊                                                        |                           |
| 44   | 2021年7月22日  | 樂天女孩線上趴 猜猜誰是畢卡索？！ 製作單位問這題太狠了吧...女孩招架得住嗎🤭                                                        | 巫苡萱、陳伊、菲菲、壯壯                                    |                           |
| 45   | 2021年7月28日  | 樂天女孩線上趴“兔“ 我說你猜 誰是小豬豬？！ 畫成這樣還猜得出來 製作人跪了Orz                                                        | 筠熹、Yuri、羚小鹿、曲羿                                    |                           |
| 46   | 2021年8月4日   | 民俗月心驚驚運動會👻 這樣打扮你還愛我嗎？                                                                                          | 筠熹、陳伊、孟潔、沐妍                                      |                           |
| 47   | 2021年8月11日  | 猿夢の戀曲❤️ 首次推出互動式影片 讓女孩與你一起談戀愛🥰 充滿粉紅泡泡的結局就掌握在你手上！！                                        | 筠熹、羚小鹿                                                |                           |
| 48   | 2021年8月19日  | 讓我當你的洋娃娃👧🏻 樂天女孩大玩變裝秀！                                                                                            | 陳伊、羚小鹿                                                |                           |
| 49   | 2021年8月28日  | 沐妍人生中的斷捨離 就讓苡萱來突破她的心防吧！！ 囤物習慣的背後 有著這麼一段故事...                                                 | 巫苡萱、沐妍                                                |                           |
| 50   | 2021年9月3日   | 烤肉秘訣大公開！讓你無痛轉職烤肉達人！                                                                                             | Yuri、羚小鹿、曲羿                                          | ft.元家企業               |
| 51   | 2021年9月7日   | 日常妙用好物報你知！ 心動就趕快手刀購買～                                                                                          | 陳伊、曲羿、沐妍                                            |                           |
| 52   | 2021年9月15日  | 中秋月圓人團圓 女孩話劇社Action！                                                                                                  | 張語芯、慧慧、凱莉絲                                        |                           |
| 53   | 2021年9月23日  | 自己的懲罰自己做 禁說你我他地獄挑戰                                                                                                | 陳伊、林穎樂、李芳、曲羿                                    |                           |
| 54   | 2021年9月28日  | 乖乖聽老師的話 上課不准吃東西！！                                                                                                  | 陳伊、沐妍、小帆                                            |                           |
| 55   | 2021年10月8日  | 來自人生的課題 聆聽曲羿的內心話 | 曲羿                                                        |                           |
| 56   | 2021年10月16日 | 台版魷魚遊戲🎮 不拼命會後悔！ | 筠熹、Yuri、菲菲、倪暄                                      |                           |
| 57   | 2021年10月20日 | 全猿好鄰居環球A19 樂天女孩開箱給你看！                                                                                             | 巫苡萱、Yuri                                                |                           |
| 58   | 2021年10月27日 | 各位女孩要小心 敵人就在你身邊！ | 紫庭、Yuri、倪暄、艾璐                                      |                           |
| 59   | 2021年11月12日 | 蛤？ 妳在共蝦咪？ 原來YURI的強項是這個？！                                                                                         | 筠熹、Yuri、曲羿                                            |                           |
| 60   | 2021年11月18日 | 女孩戀愛應援團 仙台就該這樣玩 | 筠熹、籃籃、曲羿                                            |                           |
| 61   | 2021年11月24日 | 自告奮勇當場務 YURI 菲菲讓球場更香了！                                                                                             | Yuri、菲菲                                                  |                           |
| 62   | 2021年12月1日  | YURI 菲菲任務驗收！ 學長我這樣過關嗎？                                                                                             | Yuri、菲菲                                                  |                           |
| 63   | 2021年12月8日  | 遊戲王才能吃得到！ 輸家只能吃醬料？                                                                                                | 琳妲、凱莉絲、壯壯                                          | ft.元家企業               |
| 64   | 2021年12月15日 | 想鹿菲菲航班起飛！ 相約飛進你心窩～                                                                                                | 菲菲、羚小鹿                                                | ft.台灣虎航               |
| 65   | 2021年12月22日 | 聖誕女友特輯 菲菲、YURI幻想篇 | Yuri、菲菲                                                  |                           |
| 66   | 2021年12月29日 | 跨年這樣玩最潮 女孩の約會提案 | 羚小鹿、曲羿、Rina                                          |                           |
| 67   | 2022年1月5日   | 詮釋方式超前衛！ 誰是當代畢卡索？                                                                                                  | 筠熹、倪暄、艾融                                            |                           |
| 68   | 2022年1月12日  | ABCD狗咬豬！ 中英台三聲道接力 | 琳妲、紫庭、孟潔、菲菲                                      |                           |
| 69   | 2022年1月19日  | 福湯岩盤浴 體驗冰火五重天 | 筠熹、岱縈                                                  |                           |
| 70   | 2022年1月26日  | 歲末交換禮物 紅包加碼抽不完🧧 | 不適用                                                      |                           |
| 71   | 2022年2月2日   | 最強練習生徵選 誰是下一位樂天女孩？ (上集)                                                                                         | 不適用                                                      |                           |
| 72   | 2022年2月9日   | 最強練習生徵選 誰是下一位樂天女孩？ (下集)                                                                                         | 不適用                                                      |                           |
| 73   | 2022年2月23日  | 女孩香香殊死戰！ 看誰才是遊戲王 | 巫苡萱、倪暄                                                |                           |
| 74   | 2022年3月2日   | 女友の翻譯蒟蒻？ 聽到這句皮繃緊！                                                                                                  | 筠熹、Yuri、菲菲                                            |                           |
| 75   | 2022年3月9日   | 樂天女孩臥底 陷害姐妹比心機 | 張語芯、陳伊、孟潔、曲羿                                    |                           |
| 76   | 2022年3月23日  | YURI女神告別青埔？！ 含淚說再見 | Yuri                                                        |                           |
| 77   | 2022年3月29日  | 練習生奮鬥歷程 辛酸血淚報你知🥺 | 不適用                                                      |                           |
| 78   | 2022年4月6日   | 咖哩達人參上！！ 味蕾炸裂新體驗！                                                                                                  | 曲羿、倪暄                                                  | ft.好侍咖哩               |
| 79   | 2022年4月14日  | 襄到不行の鳳山一日遊！ | 筠熹、林襄                                                  | ft.黃捷                   |
| 80   | 2022年4月23日  | 球場極致尊榮套餐 超狂海陸雙生鍋！！                                                                                                | 巫苡萱、紫庭                                                | ft.元家企業               |
| 81   | 2022年4月29日  | 這種東西也能放？ 女孩恐怖箱挑戰！                                                                                                  | 琳妲、筠熹、卉妮                                            |                           |
| 82   | 2022年5月3日   | 母親節暖心特輯 母親大人我愛您 | 慧慧、紫庭、Rina                                            |                           |
| 83   | 2022年5月14日  | 這部作品最對味 卡通動漫大會考！！                                                                                                  | 琳妲、筠熹、壯壯                                            |                           |
| 84   | 2022年5月18日  | 九天玄女降落！ 約泡溫泉菲妮莫屬 | 菲菲、卉妮                                                  |                           |
| 85   | 2022年5月26日  | 香襄導遊來帶路！ 這個行程可以嗎？                                                                                                  | 林襄                                                        |                           |
| 86   | 2022年5月31日  | 孟潔Ｘ菲菲bestie閨蜜 女神簽書會實錄                                                                                                | 不適用                                                      |                           |
| 87   | 2022年6月10日  | 讓你很意外的POINT 女孩的秘密殘忍公開                                                                                               | 紫庭、阿布舞、筠熹、陳伊、Yuri、十元                        | feat. InBody              |
| 88   | 2022年6月17日  | 菲菲是天選之人？ 棒球女孩不是叫假的！                                                                                              | 菲菲                                                        |                           |
| 89   | 2022年6月23日  | 肚子有異次元空間？ 倪暄的胃有驚人構造！                                                                                            | 倪暄                                                        |                           |
| 90   | 2022年7月2日   | 蝦款！你愛哪一味？ 樂天女孩蝦料理對決！                                                                                            | 筠熹、凱莉絲                                                | ft.元家企業               |
| 91   | 2022年7月5日   | 頂級干貝遇上＿級廚藝！ 誰能將食材運用極致？                                                                                        | 紫庭、陳伊                                                  | ft.元家企業               |
| 92   | 2022年7月21日  | 樂天女孩開箱新光一畝田 鮑魚養殖原來是這樣！！                                                                                      | 陳伊、凱莉絲、阿布舞                                        |                           |
| 93   | 2022年8月3日   | 夏日避暑最佳解！擊退你的心煩意亂！                                                                                                 | 倪暄、紫庭                                                  |                           |
| 94   | 2022年8月11日  | 彩香特派帶你玩 仙台旅遊請筆記 | 筠熹、阿布舞、彩香                                          |                           |
| 95   | 2022年8月20日  | 烤肉會遇到的六種人！快看你是不是也中槍了？                                                                                         | 筠熹、阿布舞、紫庭                                          | ft.元家企業               |
| 96   | 2022年8月24日  | 壯壯の驚人消費力！ 唐吉訶德買到剁手手                                                                                              | 壯壯                                                        |                           |
| 97   | 2022年9月8日   | 樂天女孩進軍韓國！亮麗開球甜翻全場                                                                                                 | 琳妲、倪暄、籃籃、岱縈                                      |                           |
| 98   | 2022年9月30日  | 樂天女孩快閃仙台 台日啦啦隊大比拼                                                                                                  | 筠熹、菲菲、林穎樂                                          |                           |
| 99   | 2022年10月13日 | Rise Up幕後揭秘！猜猜誰是NG后？！                                                                                                  | 不適用                                                      |                           |
| 100  | 2022年12月7日  | 元家奢華年菜組 讓你輕鬆迎金兔 | 筠熹、慧慧                                                  |                           |
| 101  | 2022年12月16日 | 快門按不停！！ 海量"美"照曝光啦!                                                                                                   | 慧慧、阿布舞、紫庭、張語芯                                  |                           |
| 102  | 2023年1月16日  | 女孩主題餐廳開箱！ 給你滿滿幸福感                                                                                                  | 琳妲、曲羿、小帆                                            |                           |
| 103  | 2023年1月20日  | 勇敢追夢趁現在！！女孩歷年海選回顧！                                                                                               | 艾融、沐妍                                                  |                           |
| 104  | 2023年1月22日  | 樂天女孩年末圍爐餐！收禮物還要先解謎？樂天女孩感恩圍爐 (上)                                                                        | 不適用                                                      |                           |
| 105  | 2023年1月25日  | 樂天女孩年末圍爐餐！原來是妳！神秘人呼之欲出！                                                                                     | 不適用                                                      |                           |
| 106  | 2023年2月22日  | 我的笑點最難抓！ 誰笑出來誰遭殃！                                                                                                  | 慧慧、阿布舞、紫庭                                          |                           |
| 107  | 2023年3月1日   | 女孩化身外交大使！海外舞台應猿初體驗！                                                                                             | 宋宋、林穎樂、熊霓、雅涵、十元、林襄 、小帆                 |                           |
| 108  | 2023年3月3日   | 樂天女孩新學妹報到！最擔心的竟是這關卡？！                                                                                         | 儷軒、心韻、溫妮、芷軒、凱伊                                |                           |
| 109  | 2023年3月22日  | 林襄雅涵同遊東京 淺草求籤得大吉！                                                                                                  | 林襄、雅涵                                                  |                           |
| 110  | 2023年4月3日   | 心動秘笈在這裡 戀愛爭議問伴侶！ | 溫妮、凱伊、芷軒                                            |                           |
| 111  | 2023年4月6日   | 學妹自介狂撒嬌 學姊拳頭硬硬的 | 曲曲、籃籃、 菲菲、儷軒、心韻、李昀、禹菡、芷軒、凱伊、溫妮 |                           |
| 112  | 2023年4月12日  | 最潮流行語好呱張！！ 你484跟上時代了？                                                                                             | 陳伊、若潼、宋宋                                            |                           |
| 113  | 2023年4月14日  | 台灣夜市初體驗！多慧女神愛這味？                                                                                                   | 陸筱晴、岱縈、李多慧、小帆                                  |                           |
| 114  | 2023年4月17日  | 樂天女孩當導遊 帶你玩遍石垣島 | 林穎樂、林襄、熊霓、十元、雅涵、宋宋、小帆                  | ft.Rakuten Travel         |
| 115  | 2023年4月29日  | 集滿龍珠才能召喚神龍！ 樂天女孩天橋立搜集趣                                                                                        | 岱縈、巫苡萱                                                |                           |
| 116  | 2023年5月1日   | 自己的折扣自己賺！！ 女孩大鬧精品衛浴展示店！                                                                                      | 巫苡萱、卉妮                                                | ft.Takara standard        |
| 117  | 2023年5月5日   | 代替月亮懲罰你！ 童年回憶殺還記得多少？                                                                                            | 凱莉絲、筠熹、陳伊                                          |                           |
| 118  | 2023年5月19日  | 樂天女孩孩結樑子 打爆ＯＯ的小人頭                                                                                                  | 卉妮、岱縈、巫苡萱、籃籃、孟潔、菲菲                        |                           |
| 119  | 2023年6月13日  | 樂天女孩進軍美國 首次會面世界の大谷！                                                                                              | 岱縈、Yuri、若潼、菲菲、林穎樂、林襄、壯壯                  | ft.長榮航空               |
| 120  | 2023年6月21日  | 是球場也是購物中心？ 樂天女孩盤點最好買TOP1！                                                                                      | 岱縈、Yuri、若潼、菲菲、林穎樂、林襄                        | ft.長榮航空               |
| 121  | 2023年7月2日   | 一日工作幕後大直擊！孟潔與貼身好夥伴的相遇                                                                                         | 孟潔                                                        | ft.ASUS                   |
| 122  | 2023年7月9日   | 桃園一日遊旅行提案!菲菲的旅行應援神隊友是他                                                                                        | 菲菲                                                        | ft.ASUS                   |
| 123  | 2023年7月19日  | 開箱神手94我！ brg鑑定卡大解密！                                                                                                   | 卉妮、曲曲、筠熹、陳伊                                      | ft.brg                    |
| 124  | 2023年10月14日 | ARE YOU READY FOR THIS？ 樂天女孩Y2K風MV花絮                                                                                       | 不適用                                                      |                           |
| 125  | 2023年11月15日 | 樂天女孩跳傘初體驗？！ 泰國原來可以這樣玩！！                                                                                      | 巫苡萱、林穎樂、阿布舞                                      | ft.泰跳O.M.G              |
| 126  | 2024年1月10日  | 新光耶誕公益市集送愛心 樂天女孩暖心爆擊                                                                                            | 禹菡、凱莉絲、Kira                                          | ft.新光文教基金會         |
| 127  | 2024年2月17日  | 兩倍速舞蹈挑戰賣力催蕊就為它？！ 樂天女孩保持最佳狀態的秘密「舞」器                                                                | 岱縈、小紫、Kira、溫妮                                      |                           |

## 備註
1. 1 2 3 4 5 6 7  樂天桃猿應援團、舞蹈總監、舞蹈副總監及MC艾融皆穿著10號背號之衣服，另外MC巫苡萱則維持原本的1號背號之衣服以及推進隊長籃籃則維持原本的51號背號之衣服。

## 外部連結
- 官方網站 （页面存档备份，存于）
- Rakuten Girls的Facebook專頁 （繁體中文）
- Rakuten Girls的Instagram帳戶 （繁體中文）
- YouTube上的Rakuten Girls頻道 （繁體中文）